# طلاق (مسلسل)
طلاق (بالإنجليزية: Divorce) مُسلسل كوميدي أمريكي مُرتقب. من إعداد شارون هورغان. سيعرض على قناة «HBO» في 2016.

## الممثلين والشخصيات

### شخصيات رئيسية
- سارة جيسيكا باركر بدور فرانسيس[5]
- توماس هادن تشورش بدور روبرت، زوج فرانسيس[4]
- مولي شانون بدور دايان[5]
- تاليا بلسم بدور دالاس، صديقة فرانسيس المقربة[5]
- ستيرلينغ جيرينس بدور ليلا، ابنة فرانسيس وروبرت[5]
- ترايسي ليتس بدور نيك[5]

## وصلات خارجية
- طلاق على موقع IMDb (الإنجليزية)
- طلاق على موقع ميتاكريتيك (الإنجليزية)
- طلاق على موقع روتن توميتوز (الإنجليزية)
- طلاق على موقع كينوبويسك (الروسية)
- طلاق على موقع ألو سيني (الفرنسية)
- طلاق على موقع قاعدة بيانات الفيلم (الإنجليزية)